# Чехословацька академія наук
Чехословацька академія наук (чеськ. Československá akademie věd, словац. Česko-slovenská akadémia vied) — найвища наукова інституція Чехословачинни у 1952—1992 роках. Працювала як науково-консультативний орган уряду Чехословаччини. 1992 року її було розділено на Академію наук Чеської Республіки та Словацьку академію наук.

## Історія заснування
У Чехословаччині наукові дослідження в міжвоєнний період проводилися переважно в лабораторіях та інститутах при вищих освітніх закладах. Вчені об'єднувалися в організації, що мали назву академій, у яких збиралися для заслуховування доповідей. Такими були Королівсько-Чеське наукове товариство, засноване 1784 року, а також Чеська академія наук і мистецтв. Після встановлення в Чехословаччині комуністичного уряду 1948 року держава почала копіювати систему освіти й науки, що існувала в СРСР. Спочатку 1949 року була створена аспірантура за радянським зразком, а потім було прийнято рішення про заснування 7 наукових інститутів у галузі математики, фізики, астрономії, хімії, геології, біології. 1950 року було створено Чехословацько-Радянський інститут на чолі зі Зденеком Неєдли.
Чехословацька академія наук була заснована в жовтні 1952 року. Національні збори Чехословаччини прийняли закон про створення академії наук 25 жовтня 1952 року. Президент ЧСР призначив перших 40 академіків.
Урочисте відкриття Академії наук відбулося 17-18 листопада 1952 року.

## Дії академії під час Празької весни
21 серпня 1968 року під час вторгнення Радянської Армії до Чехословаччини Президія Чехословацької академії наук засудила окупацію та звернулася через чехословацьке телебачення до науковців СРСР та світу з заявою про підтримку курсу Дубчека та Людвіка Свободи та з проханням про допомогу країні. Заяву підписали академіки Іван Малек, Й. Мацек, Й. Філіп, члени-кореспонденти Ян Плугар, Ладіслав Немец, П. Водичка, Б. Росицький, доктори наук Й. Мах та М. Шмідак. 

## Структура
На середину 1953 року до складу Чехословацької академії наук входили:
- Математичний інститут; директор — академік І. Чех
- Інститут технічної фізики
- Астрономічна обсерваторія та Геофізичний інститут
- Інститут геології
- Інститут органічної хімії
- Інститут теоретичної та експериментальної механіки
- Полярографічний інститут; директор — Ярослав Гейровський
- Лабораторія фізичної хімії; директор — Рудольф Брдичка[cs]
- Інститут біології; директор — Іван Малек[cs]

Станом на 1976 рік Чехословацька академія наук об'єднувала 75 науково-дослідних інститутів, які були розташовані по всій країні, а на 1983 рік таких інститутів було 61. 1961 року до Чехословацької академії наук було включено Словацьку академію наук, засновану окремо 1952 року. До її складу 1976 року входили 60 власних інститутів.
Інститути об'єднувалися за тематичним принципом та підпорядковувалися 19 галузевим науковим колегіям. За галузями установи розподілялися так:
- Фізико-математичні, геологічні та географічні науки — 23 установи
- Технічні науки — 15 установ
- Хімічні науки — 11 установ
- Біологічні, медичні та сільськогосподарські науки — 33 установи
- Суспільні науки — 34 установи

Також у підпорядкуванні Академії наук була бібліотека, що містила на 1983 рік понад 860 тисяч одиниць зберігання.
Друкованим виданням Чехословацької академії наук був «Věstník Československé akademie věd» (укр. Вісник Чехословацької академії наук), що виходив у 1953-1992 роках - томи з 52 до 101. Часопис продовжував попереднє видання «Věstník České akademie věd a umění». (укр. Вісник Чеської академії наук і мистецтв)

## Працівники та дійсні члени
У першому 1953 році існування Чехословацької академії наук її персонал складав понад 2 тисячі осіб. Станом на 1974 рік у системі Чехословацької академії наук працювали понад 13 тисяч працівників, з них 5,5 тисяч мали вищу освіту.
На середину 1953 року в Академії наук було 50 академіків, призначених президентом Чехословаччини за поданням уряду. Ці академіки обрали 42 членів-кореспондентів. Станом на 1976 рік до Чехословацької академії наук входили понад 150 членів.
Очолював Академію наук президент. Серед президентів Чехословацької академії наук були:
- Зденек Неєдли (1952-1962
- Франтішек Шорм (1962-1969)
- Ярослав Кожешник[cs] (в.о. президента 1969-1970, президент 1970-1980)
- Богуміл Квасил[cs] (1981-1985)
- Йозеф Риман[cs](1985-1989)
- Отто Віхтерле (1990-1992)